# FOSB
بروتين فُوسْبِ (بالإنجليزية: FOSB)‏ ويُعرف كذلك بالبروتين المنظِّم للانتقال من G0 [الإنجليزية] إلى G1‏ 3‏ (G0S3) هو بروتين يرمَّز لدى البشر بواسطة جين النديد ب للجين الورمي الفيروسي المسبب للساركوما العظمية الفأرية FBJ ‏ (FOSB).
تتكون عائلة الجينات FOS من أربعة أعضاء هي: FOS وFOSB وFOSL1 وFOSL2، وترمّز هذه الجينات بروتينات زمام اللوسين التي يمكنها تشكيل مثنويات مع بروتيناتٍ من عائلة JUN (مثل c-jun وJunD) وتشكيل مركب عامل النسخ AP-1. تعمل بروتينات FOS هذه كمنظِّمات لتكاثر، تمايز وتحول الخلايا. لبروتين فوسبِ ونظير الوصل المبتور منه Δفوسبِ والنظير المبتور أكثر Δ2Δفوسبِ دور في تصلب العظم، رغم أن Δ2Δفوسب لا يملك أي نطاق تنشيط مفروق [الإنجليزية] وهذا يمنعه من التأثير على الترجمة من خلال مركب AP-1.
تم تحديد أن متفاوت [الإنجليزية] الوصل Δفوسب يلعب دورا مركزيا وحاسما (ضروري وكافي) في تطور الإدمان وصيانته. يستثير التعبير الزائد عن Δفوسب (أي مستويات عالية وغير طبيعية من التعبير الجيني عن Δفوسبِ والتي تُنتِج نمطا ظاهريا متعلقا بالجين واضحًا) تطور اللدونة العصبية المرتبطة بالإدمان عبر نظام المكافأة ويُنتِج أنماطا ظاهرية سلوكية تميز الإدمان. يختلف Δفوسب عن فوسبِ كامل الطول وعن Δ2Δفوسبِ المبتور أكثر في قدرته على إنتاج هذه التأثيرات، حيث أن التعبير المفرط عن Δفوسب في النواة المتكئة فقط هو الذي له صلة بالاستجابات المرضية عند تعاطي العقاقير.

## انظر ايضا
- عامل النسخ AP-1